# Archer-ölyv
Az Archer-ölyv (Buteo archeri) a madarak osztályának vágómadár-alakúak (Accipitriformes) rendjébe, ezen belül a vágómadárfélék (Accipitridae) családjába tartozó faj.

## Rendszerezése
A fajt William Lutley Sclater brit zoológus írta le 1918-ban, Buteo jakal archeri néven.  A madár magyar és latin faji neve a brit felfedezőnek Sir Geoffrey Francis Archer gyarmati tisztnek állít emléket.

## Előfordulása
Szomália felvidékén honos.

## Megjelenése
A testhossza 50-55 centiméter.

## Természetvédelmi helyzete
Az elterjedési területe kicsi. A Természetvédelmi Világszövetség Vörös listáján nem szerepel.